# Melica tibetica
Melica tibetica  (лат.) — вид однодольных растений рода Перловник (Melica) семейства Злаки (Poaceae). Впервые описан российским ботаником Романом Юльевичем Рожевицем в 1921 году.

## Распространение и среда обитания
Эндемик Китая, известный из провинций Цинхай, Сычуань, Тибетского автономного района и автономного района Внутренняя Монголия.

## Ботаническое описание
Гемикриптофит. Многолетнее растение с прямостоячим или склонённым у основания стеблем 15—60 см высотой.
Соцветие — плотная метёлка с большим числом колосков. Колоски широко-яйцевидные, с пурпурноватыми цветками.
Цветёт и плодоносит с июля по сентябрь.